# Атасу (селище)
Атасу — стоянка эпохи бронзы (14—12 вв. до н. э.). Расположено на территории современной Карагандинской области Казахстана, в 35 км к юго-востоку от аула Кызылтау Шетского района. Открыто в 1955 году Центрально-Казахстанской археологической экспедицией (руководитель А. Х. Маргулан).
В результате раскопок обнаружены остатки почти 40 хозяйств, жилых сооружений и мастерских. Жилища имеют в плане прямоугольную форму и площадь 150—260 м². Большие жилища поделены на два помещения: одна часть жилая, другая — мастерская для плавки и обработки металла, там же были и гончарные мастерские. В культурном слое найдено много каменных орудий, предназначенных для добычи и переработки руды: кайла, мотыги, рудодробилки типа пестов, молотков, ступки, формы для выплавки руды, каменные, бронзовые, костяные наконечники стрел, а также грубая кухонная керамика без орнамента и столовые сосуды, украшенные геометрическими узорами, бронзовые и костяные ножи. Раскопаны колодцы, обложенные камнем, печи для обжига глиняной посуды.
Основными занятиями населения были переплавка меди, изготовление предметов из бронзы, скотоводство, земледелие, охота.